# Riesi
Riesi es una comuna siciliana de 11.546 habitantes de la provincia de Caltanissetta. Su superficie es de 66 km². Su densidad es de 175 hab/km². Forma parte de la región italiana de Sicilia. Las comunas limítrofes son Barrafranca (EN), Butera, Mazzarino, Pietraperzia (EN), Ravanusa (AG), y Sommatino.

## Evolución demográfica
| Gráfica de evolución demográfica de Riesi entre 1861 y 2001 |
|                                                             |
| Fuente ISTAT - elaboración gráfica de Wikipedia             |

- Datos: Q477653
- Multimedia: Riesi / Q477653

1. ↑  Worldpostalcodes.org, código postal n.º 93016.
2. ↑  «Codici Catastali». Comuni-italiani.it (en italiano). Consultado el 29 de abril de 2017.